# Pic gazier
Vous pouvez aider à l'améliorer ou bien discuter des problèmes sur sa page de discussion.
- Il ne cite pas suffisamment ses sources. Vous pouvez indiquer les passages à sourcer avec {{référence nécessaire}} ou {{Référence souhaitée}}, et inclure les références utiles en les liant aux notes de bas de page. (Marqué depuis avril 2015)
- Certaines informations devraient être mieux reliées aux sources mentionnées dans la bibliographie ou les liens externes. Améliorez sa vérifiabilité en les associant par des références. (Marqué depuis avril 2013)
- Il est à actualiser. Certains passages sont obsolètes ou annoncent des événements désormais passés. (Marqué depuis novembre 2016)

- Archive Wikiwix
- Bing
- Cairn
- DuckDuckGo
- E. Universalis
- Gallica
- Google
- G. Books
- G. News
- G. Scholar
- Persée
- Qwant
- (zh) Baidu
- (ru) Yandex
- (wd) trouver des œuvres sur Wikidata

Moins médiatique que le pic pétrolier, le pic gazier ou Peak Gas est le moment où la production mondiale de gaz naturel culminera, et où les réserves mondiales seront donc à moitié consommées.

## Pays producteurs
La Russie, l'Iran et le Qatar détiennent tous trois près des 2/3 des réserves mondiales de gaz naturel, avec respectivement 27 %, 15 % et 14 % du total. Viennent ensuite "16 nains", avec des réserves comprises entre 1 et 5 % du total (par ordre décroissant des réserves) :  Arabie saoudite, Émirats arabes unis, États-Unis, Nigeria, Algérie, Venezuela, Irak, Kazakhstan, Turkménistan, Indonésie, Malaisie, Australie, Norvège, Chine, Ouzbékistan et Égypte.
Le gaz naturel est donc une richesse beaucoup plus concentrée géographiquement que le pétrole si l'on s'intéresse uniquement aux réserves prouvées. Comme cette matière première est mal valorisée, elle ne fait pas l'objet d'une cartographie aussi exhaustive que le pétrole ; les réserves prouvées représentent donc une fraction faible de la ressource existante. La récente mode américaine pour le gaz de schiste, qui conduit ce pays à voir sa production gazière augmenter à nouveau, en est une illustration. L'absence de plan d'exploitation pour certains gisements géants tels que Shtokman, qui eux au contraire sont connus et répertoriés, mais présentent des coûts d'exploitation rédhibitoires, en est une autre. Par ailleurs, le fait qu'un pays dispose de réserves prouvées importantes ne signifie pas pour autant qu'il parvienne à le vendre : l'essentiel du gaz nigérian est gaspillé, en dépit des très gros volumes produits.

## Particularités géostratégiques
Le gaz est compliqué à transporter. Avant la première crise pétrolière, on préférait brûler dans des torchères en sortie de puits le gaz qui était extrait en même temps que le pétrole. Depuis, on le transporte principalement par gazoduc ; la solution maritime (méthaniers, terminaux portuaires de liquéfaction) est très coûteuse. Par conséquent, seuls quatre pays s'approvisionnent significativement par méthaniers :
- Japon (77 % de ses importations 2004 sont sous forme liquide)
- Corée du Sud (30 %)
- États-Unis (18 %) et
- Espagne (18 %)

Les autres pays tètent essentiellement, via gazoducs, directement leur gaz des lieux d'extraction, et donc ne peuvent s'approvisionner que sur leur continent, les gazoducs ne traversant pas les océans, Méditerranée mise à part. Ce fait essentiel donne à la Russie et à l'Iran une carte maîtresse dans leurs relations avec l'UE, l'Inde et la Chine.
La quasi-rupture d'approvisionnement en gaz russe de plusieurs pays d'Europe, survenue début janvier 2009, a démontré au grand public la faible sécurité énergétique de l'Europe. Cela dit, depuis l'origine de l'extraction pétrolière moderne, le gaz naturel est à la fois plus abondant et plus délicat à employer que le pétrole ; pour une même quantité de pouvoir calorifique, le gaz naturel est aujourd'hui beaucoup moins cher que le pétrole, et l'a toujours été.

## Dates probables du pic gazier
Il est situé entre 2008 (Mr Bakthiari) et 2045 selon les sources. Compte tenu des particularités géostratégiques ci-dessus, c'est la date du pic gazier par continent qu'il est important de déterminer.

### En Europe
Avec le déclin des gisements britanniques et le plafonnement prochain (2010) de ceux de la Norvège, tandis que la production gazière devrait plafonner à partir de 2010, moins pour des raisons géologiques que pour des questions technico-économiques (incapacité de la Russie à développer les infrastructures de production), le pic gazier devrait survenir d'ici 2010.

### En Amérique du Nord
- Selon Western Gas Resources Inc lors de la première conférence de l'ASPO USA, en novembre 2005, le Peak Gas américain a eu lieu en 2001.
- Selon Douglas B. Reynolds, économiste travaillant notamment en tant que consultant pour l'État d'Alaska, le pic est à prévoir "autour de 2007"[1].

C'est sans doute cet événement majeur, apparemment assez inattendu, qui a motivé les États-Unis à avoir une politique énergétique beaucoup plus... agressive : à défaut de gaz, les États-Unis consomment plus de pétrole et de relance le charbon.
L'arrivée de ces pics régionaux explique le développement rapide de la filière GNL (gaz naturel liquéfié) permettant d'alimenter les pays de l'OCDE en gaz d'origine plus lointaine (Moyen-Orient).

## Pic gazier et envolées du prix du gaz
Parce que le gaz était initialement un sous-produit d'extraction du pétrole, l'habitude a été prise d'indexer le cours des contrats d'achat de longue durée sur le prix du baril de pétrole. De ce fait, le prix du gaz s'est artificiellement envolé en Europe en 2005-2006, alors qu'il n'y avait pas de déséquilibre offre-demande et que le pic gazier était lointain.
En 2005, seulement un quart du gaz produit était échangé selon des mécanismes de trading ; la majorité des échanges restent encore gouvernés par ces contrats de longue durée passés entre un opérateur (ex : GDF) et un producteur (ex : Gazprom). Les mouvements globaux de dérégulation poussent à réduire la proportion de contrats au profit du trading, ce qui poussera le prix du gaz à s'envoler dès que l'offre et la demande ne s'ajusteront plus parfaitement, comme c'est le cas depuis le début du siècle pour le pétrole.
Pour que le trading puisse se développer, il faut que les trois grands marchés régionaux actuels (Amérique, Europe, Asie) soient connectés de façon plus flexible que des gazoducs : c'est pourquoi un grand nombre de méthaniers sont actuellement en construction partout dans le monde.

## Pic gazier, pollution et réchauffement climatique
Un risque est qu'avec l'augmentation des prix du gaz, le pic entraine un report important vers le charbon  qui est considéré comme la pire source d'énergie en termes de pollution (directe ou indirecte par les cendres contaminées par divers HAP, métaux lourds, métalloïdes et radionucléides).

### Sources
- BP, Statistical Review Workbook 2004
- ASPO Newsletter, novembre 2005
- ASPO-USA website
- Visualisation de l'énergie Visualizations d'ensemble de la production et l'évolution de la consommation des nations sur la base de statistiques de BP